# ۱۰۵ (عدد)
۱۰۵ (عدد)
۱۰۵(صد و پنج) یک عدد طبیعی است که بعد از ۱۰۴ و قبل از ۱۰۶ قرار دارد.